# デイヴィッド・マシューズ (ニューヨーク市長)
デイヴィッド・マシューズ（David Mathews, 生年不詳 - 1800年7月）は、ニューヨークの法律家、政治家。アメリカ独立戦争では王党派に属し、1776年から1783年までニューヨーク市長を務めた。

## 生涯
デイヴィッド・マシューズはニューヨークにおいて誕生した。マシューズは1754年にニュージャージー大学を卒業した。マシューズは弁護士業を経営し、1775年にオレンジ郡で民訴裁判所および刑事裁判所の書記官を務めた。
1776年2月、マシューズはニューヨーク植民地総督ウィリアム・トライアンからニューヨーク市長に選任された。1776年3月、マシューズは大陸軍総司令官ジョージ・ワシントンの誘拐計画に関与したとして拘束を受けた。総司令官近衛兵トマス・ヒッキーが大陸軍内で反乱を扇動したとして逮捕された際、マシューズは活動資金を供与したとして訴えられた。ニューヨーク州議会は「議会の権威とアメリカの自由に対する謀議に加担した」として、マシューズの逮捕を命じた。だが容疑は立証されず、間もなくマシューズは釈放された。その後1776年8月にイギリス軍がニューヨークを占領すると、マシューズは市長としての職務を再開した。
1783年11月、イギリス軍がニューヨークを撤退したとき、マシューズは他の王党派の人間とともにノバスコシアへ逃れた。マシューズはケープ・ブレトン島副総督ジョセフ・フレデリック・ウォレット・デスバレスから司法長官および執行評議会議員に選任された。

## 家族
デイヴィッド・マシューズの父親はヴィンセント・マシューズ（Vincent Mathews, 1695-1784）、母親はカタリナ・アベール (Catalina Abeel, 1698-1784) であった。両親はともに、ニューヨークの出身であった。父親のヴィンセントはアイルランド王国からの移民の子であり。母親のカタリナはネーデルラント連邦共和国からの移民の孫であった。カタリナは、ヴィンセントの2番目の妻であった。
デイヴィッド・マシューズは1758年11月6日にサラ・シーモア (Sarah Seymour) と結婚した。デイヴィッドはサラとの間に多くの子をもうけた。